# Beda Cardinale
Beda Giovanni Cardinale, O.S.B. (Génova, 30 de julio de 1869 - Génova, 1 de diciembre de 1933) fue un prelado y diplomático católico italiano.

## Biografía
Tras finalizar sus estudios en el monasterio benedictino de San Giuliano de Albaro, fue ordenado sacerdote el 1 de abril de 1893. El 8 de febrero de 1905, fue elegido abad de la abadía de Praglia.
El 27 de mayo de 1907, el Papa Pío X lo nombró obispo de Tarquinia y Civitavecchia. El 9 de julio de 1907 recibió la consagración episcopal de manos del cardenal Girolamo Maria Gotti, prefecto de la Congregación para la Propagación de la Fe, junto con el arzobispo de Spoleto, Domenico Serafini, O.S.B., y el arzobispo titular de Darni, Józef Weber. La entrada oficial a la catedral tuvo lugar el 5 de enero de 1908.
El 3 de febrero de 1910 fue nombrado arzobispo titular de Laodicea en Frigia y delegado apostólico de Perugia, pasando a ser arzobispo el 8 de noviembre de 1910 hasta 1922, cuando Pío XI lo nombró nuncio apostólico en Argentina y Paraguay, asignándole la sede titular de Quersoneso de Zequia.
En 1928, fue nombrado nuncio apostólico en Portugal. Durante su mandato, se examinó la autenticidad de las apariciones de Fátima, la cual fue reconocida en 1930.

## Condecoraciones
- Orden de Cristo (28 de abril de 1930).